# Pietramontecorvino
Pietramontecorvino est une commune de la province de Foggia dans la région des Pouilles.

## Administration
| Période                                  | Période       | Identité             | Étiquette                                               | Qualité |
| ---------------------------------------- | ------------- | -------------------- | ------------------------------------------------------- | ------- |
| juin 1985                                | juillet 1989  | Enzo Santangelo      | Liste civique                                           |         |
| juillet 1989                             | janvier 1990  | Alberto Barrasso     | Liste civique                                           |         |
| janvier 1990                             | novembre 1994 | Antonio Di Donato    | Parti Communiste Italien - Parti démocrate de la gauche |         |
| novembre 1994                            | novembre 1998 | Antonio Di Donato    | Alliance des progressistes                              |         |
| novembre 1998                            | mai 2003      | Antonio Di Donato    | L'Olivier                                               |         |
| mai 2003                                 | avril 2008    | Saverio Lamarucciola | Alliance nationale                                      |         |
| avril 2008                               | mai 2013      | Saverio Lamarucciola | Liste civique                                           |         |
| mai 2013                                 | mai 2023      | Raimondo Giallella   | Liste civique "Impegno e rinnovamento"                  |         |
| mai 2023                                 | En cours      | Domenico Zuppa       | Liste civique "Pietra Futura"                           |         |
| Les données manquantes sont à compléter. |               |                      |                                                         |         |

### Communes limitrophes
Casalnuovo Monterotaro, Casalvecchio di Puglia, Castelnuovo della Daunia, Celenza Valfortore, Lucera, Motta Montecorvino, Volturino